# 清华大礼堂
清华大礼堂是清华大学重要會議和院系活動的主要場所，始建于1917年9月，建成于1920年3月。位于清华大学中部，与二校门隔大草坪相望，是清华大学早期建筑群的核心，清华早期四大建筑（大礼堂、图书馆、科学馆、体育馆）之一。

## 建築風格

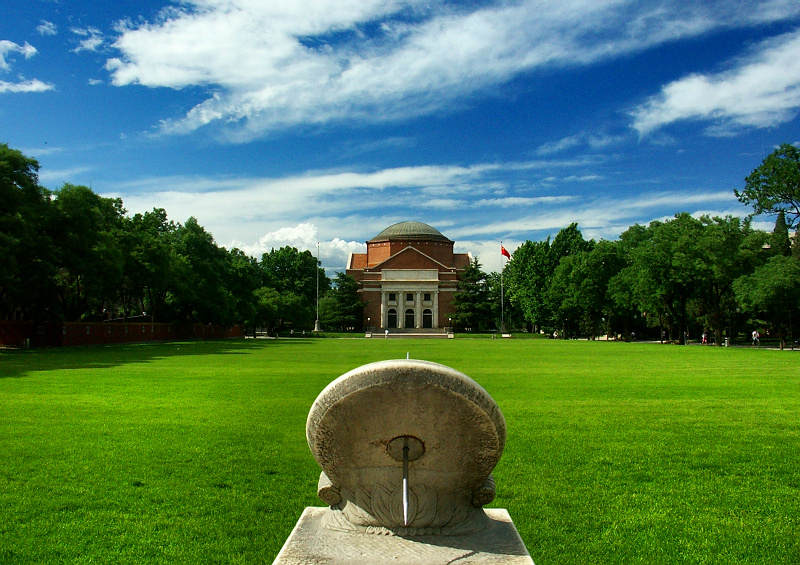
清华大礼堂與其前方大草坪

清华大礼堂融合希腊式与罗马式建筑风格，屬於古典柱廊式建築，與弗吉尼亚大学圆厅图书馆同样的建築形式，设计者是美国茂旦洋行的建筑师墨菲和丹纳，以美国20世纪典型的大学校园布局为蓝图，规划了早期的清华校园。
大礼堂位于大草坪的正北端，大礼堂平面呈正十字形，南端为门厅，北端为舞台。礼堂采用古城堡风格的大圆顶，属古罗马的拜占庭风格，四周各堆砌了一块巨大的三角顶楣，十字形的坡顶与最高处的铜面穹顶相辉映。门前四根汉白玉爱奥尼克式（一说科林斯式）石柱约两丈多高，约两人合抱，柱上纵向凹槽若干条，各凹槽的交接棱角上设计了一部分圆面，花篮式柱头以毛莨叶作装饰，形似盛满花草，整体柱型设计规范而细腻，充满生气，属古希腊晚期的科林斯风格。
礼堂有三个圆拱形刻有富丽精致浮雕的大铜门嵌在汉白玉的门套之中，白色的门廊和红色的砖墙形成鲜明的对比，门上部的圆拱中有粗细相间的十几根钢条拼接出的图案，在礼堂整个朴素端庄之中又添了一分生动活泼，每个正门上方有一个大型窗户。大礼堂建筑面积约1840平方米，礼堂内有1200个座位。

## 歷史

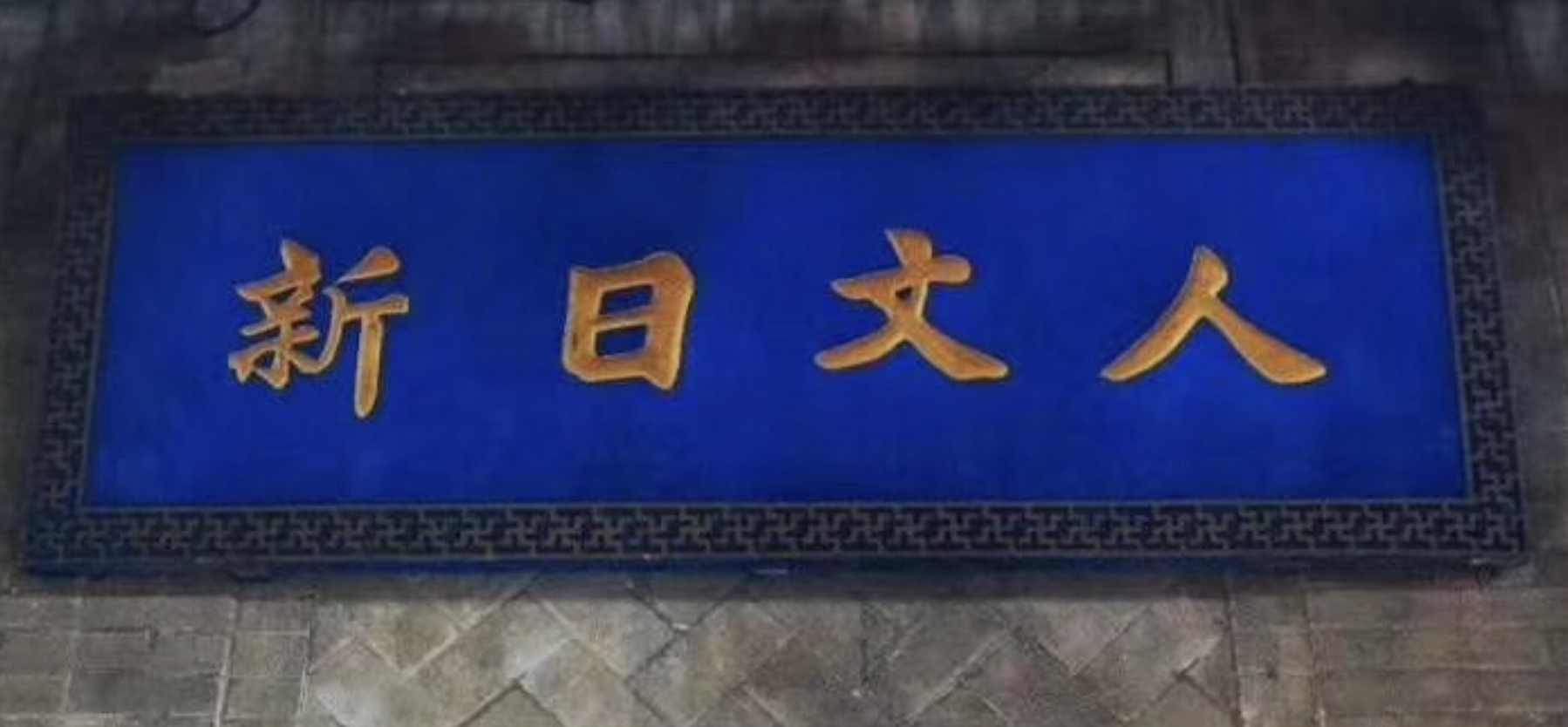
人文日新匾額

早期的清华大礼堂里高悬着两块匾额：一块“寿与国同”，一块“人文日新”。“寿与国同”是指清华成立的1911年刚刚建立的民国，在1949年后，大礼堂的“寿与国同”“人文日新”因时过境迁均被拆除。“人文日新”以及校徽的匾额在近年恢复，每次礼堂整修时都会重新油漆这个匾额，常被人用以称颂清华初创时期对人文的重视高于技术的那个年代，并用以鼓励全校学生提高人文社科修养。
在清华近现代校史上，大礼堂见证了多次學生运动在这里的酝酿出发和凯旋。
1949年以前，清华大礼堂是支持共产党的青年学生聚会的地方，这一派被称作“大礼堂派”；另一派是“同方部派”，指常在同方部聚会的支持国民党的青年学生一派。
1990年代，时任国务院总理的清华学长朱镕基回校做形势报告就在清华大礼堂，当时与陪同的清华校党委书记贺美英回忆1940年代的往事时语带双关地说道：当时我们觉得这个礼堂很大，现在觉得不够大了……
2001年，清华大礼堂作为“清华大学早期建筑”的一部分被列为全国重点文物保护单位，序号5-476。2016年被列入為“首批中国20世纪建筑遗产”。